# 和〜WA〜
『和〜WA〜』（わ）は、2014年4月25日にヤクルトホールにて先行試写され、2014年12月6日 - 12月19日にシネマート六本木にて、『ワンネス〜運命引き寄せの黄金律〜』、『生まれ変わりの村』、『和〜WA〜』の3本同時上映された。

## 概要
『ワンネス〜運命引き寄せの黄金律〜』の姉妹作品として、森田健が監督と脚本を手がけて制作された。ドキュメンタリー部分、フィクション部分、アニメーション部分の3つのパートから成る映画。森田監督の映画作品としては2作目である。

## きっかけ
2011年東日本大震災で被災した多くの日本人たちが互いに助け合う自他共存の精神に感銘を受けたことが制作のきっかけだといわれる。地震や津波だけでなくさまざまな自然災害が頻繁に起こる過酷な環境の中で、無意識に助け合おうとして生まれてきた日本人の和の心をテーマとして制作したと語られる。

## あらすじ
ドキュメンタリー部分では、森田監督が渋谷スクランブル交差点、原宿の竹下通り、秋葉原のメイド喫茶、空手道場、回転寿司などでインタビューし、現代の日本や日本人の姿を映し出す。フィクション部分では、アマチュア無線を登場させ、電波を通して世界や宇宙とつながる。高校生の流星と星美はアマチュア無線によって出会い月面反射通信に挑戦する最中に異変が起こり、アンドロメダ銀河からの電波をキャッチする。パリの大学生ピエールも加わり、地球人と異星人との通信がアニメーションで描かれる。それぞれのパートが相互に関連しながら展開する。

## フィクション登場人物
- 流星 – 新田海統

日本人高校生。アマチュア無線家。
- 星美 - 星野聖良

日本人高校生。アマチュア無線家。
- ピエール- Liebscher Uwe（リーブシャー ウーヴェ）

フランス人大学生。アマチュア無線家。

## アニメ登場人物
- アンドレ
- キララ
- メダ

## ドキュメンタリー出演者
- 佐藤源貞 - 博士（工学）、上智大学名誉教授、アンテナ技研設立者
- 王虎応 - 考古学者、六爻占術家
- 佐野美代子 - 通訳、翻訳家、モンロー研究所公式アウトリーチ・トレーナー
- 瀬戸利一 - 極真空手師範
- フレデリック マドレーヌ – パティシエ
- メイドカフェめいどりーみんのメイド

## スタッフ
- 監督・脚本：森田健
- プロデューサー：太代眞裕
- 撮影：倉本和人
- 編集：米田博之
- VFX：石水朋哉
- アニメーション：速水ゆかこ
- 制作：リンクライツ
- 制作協力：JARL
- 製作：2014「和」フィルムパートナーズ

## 主題歌
- 星野聖良『ハローCQ』（作詞:森田健 作曲:森田洋美）